# Viktoria (Fuhrwerk)

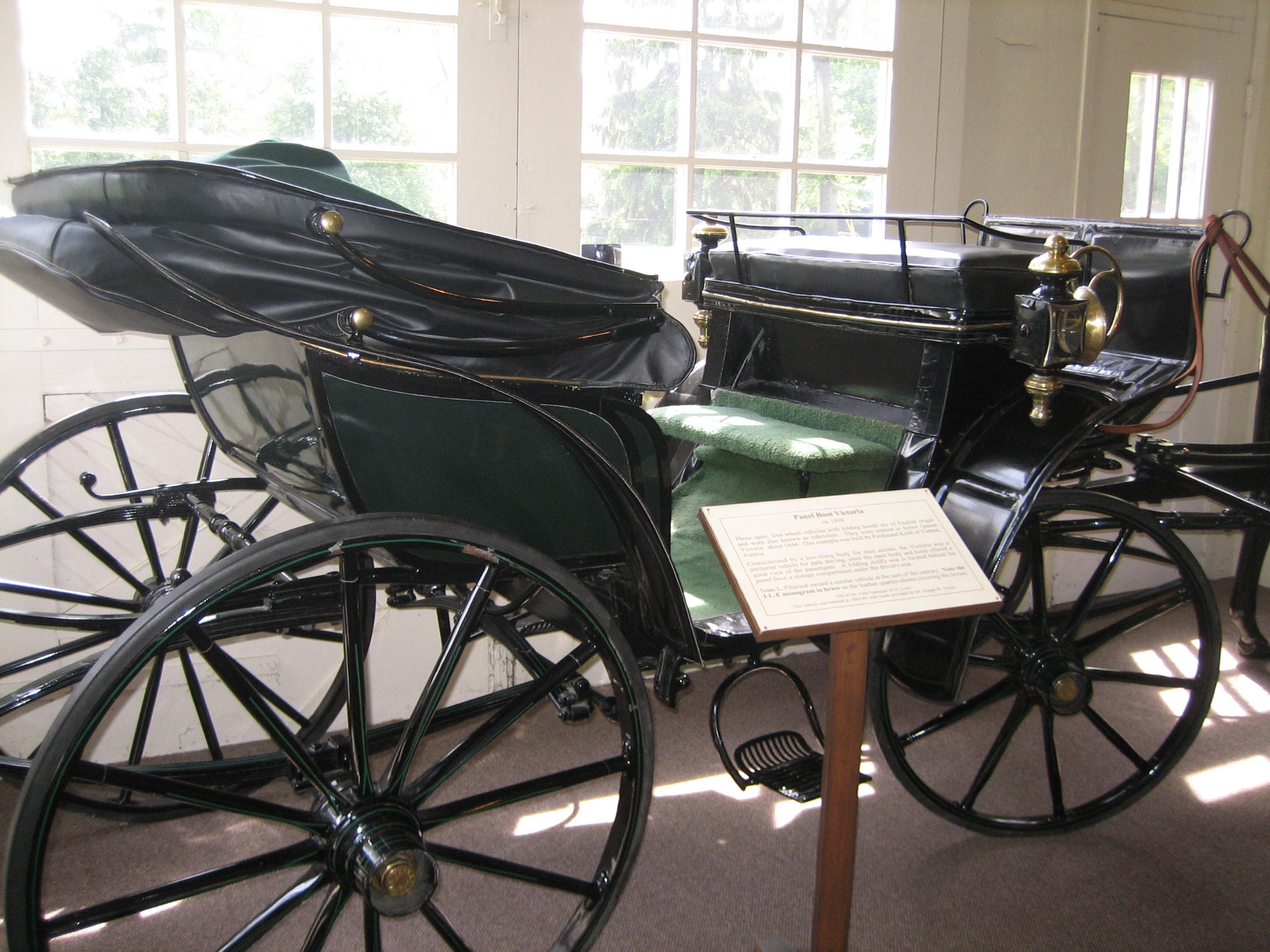
Kutschentyp Viktoria, etwa 1840er Jahre

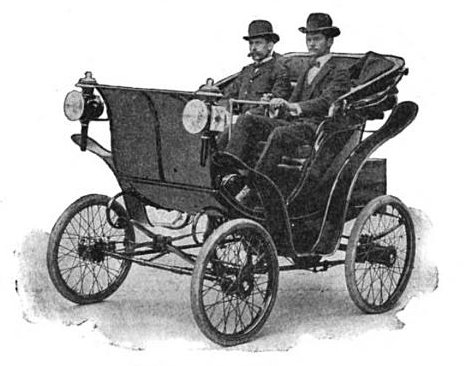
Riker Electric Victoria von 1900

Viktoria ist die Bezeichnung für einen Kutschentyp. Sie geht zurück auf den namhaften englischen Wagenbauer Cooper, der 1869 anlässlich des Einzuges der britischen Königin Victoria und des Prince of Wales diesen Wagentyp geschaffen haben soll. Seitdem hieß ein Mylord (die klassische Mylord besaß einen festen Bock für den Kutscher) mit leichtem, meist abnehmbarem Kutschbock, der in der Regel auf einem Eisengestänge befestigt war, Victoria. Jedoch hatte es in Paris schon früher Wagen gegeben, die auch als Victoria-Kalesche bezeichnet wurden.

## Autobauform
In der Frühzeit der Automobile wurden auch Motorwagen mit Karosserien dieser Bauart als Viktoria (oder engl. Victoria) bezeichnet, so etwa die Elektrische Viktoria von Siemens oder der Riker Electric Victoria.